# SKP1
SKP1 (англ. S-phase kinase associated protein 1) – білок, який кодується однойменним геном, розташованим у людей на короткому плечі 5-ї хромосоми. Довжина поліпептидного ланцюга білка становить 163 амінокислот, а молекулярна маса — 18 658.
| 10         |  | 20         |  | 30         |  | 40         |  | 50         |
| ---------- |  | ---------- |  | ---------- |  | ---------- |  | ---------- |
| MPSIKLQSSD |  | GEIFEVDVEI |  | AKQSVTIKTM |  | LEDLGMDDEG |  | DDDPVPLPNV |
| NAAILKKVIQ |  | WCTHHKDDPP |  | PPEDDENKEK |  | RTDDIPVWDQ |  | EFLKVDQGTL |
| FELILAANYL |  | DIKGLLDVTC |  | KTVANMIKGK |  | TPEEIRKTFN |  | IKNDFTEEEE |
| AQVRKENQWC |  | EEK        |  |            |  |            |  |            |

A: Аланін

C: Цистеїн

D: Аспарагінова кислота

E: Глутамінова кислота

F: Фенілаланін

G: Гліцин

H: Гістидин

I: Ізолейцин

K: Лізин

L: Лейцин

M: Метіонін

N: Аспарагін

P: Пролін

Q: Глутамін

R: Аргінін

S: Серин

T: Треонін

V: Валін

W: Триптофан

Кодований геном білок за функцією належить до фосфопротеїнів. 
Задіяний у таких біологічних процесах, як убіквітинування білків, альтернативний сплайсинг. 